# Milton Abramowitz
Milton Abramowitz (Brooklyn, Nueva York, 1915-5 de julio de 1958) fue un matemático de origen judío estadounidense. Junto con Irene Stegun, editó en la Oficina Nacional de Normas un libro clásico de tablas matemáticas, el Manual de Funciones Matemáticas, ampliamente conocido como Abramowitz y Stegun. 
Abramowitz murió de un ataque al corazón en 1958, momento en el que el libro aún no se había completado. Stegun se hizo cargo de la gestión del proyecto y pudo terminar el manual en 1964, trabajando bajo la dirección del Jefe de Análisis Numérico de la NBS, Philip J. Davis, quien también contribuyó al libro. 
El trabajo principal de producir tablas matemáticas fiables fue parte del proyecto del WPA de Franklin Roosevelt. 